# Mimela anopunctata
Mimela anopunctata är en skalbaggsart som beskrevs av Hermann Burmeister 1855. Mimela anopunctata ingår i släktet Mimela och familjen Rutelidae. Inga underarter finns listade i Catalogue of Life.